# Justin Shaibu
Justin Kwabena Shaibu (født 28. oktober 1997) er en dansk professionel fodboldspiller, der spiller for Hillerød Fodbold.
Justin har tidligere spillet for FC Fredericia i 1. division og i England for Brentford i Championship.